# Josie (chanson de Steely Dan)
Pour l’article homonyme, voir Josie.
Singles de Steely Dan
FM (No Static at All)
(1978) Hey Nineteen
(1980)
Josie est une chanson de Steely Dan écrite par Walter Becker et Donald Fagen publiée sur leur album Aja de 1977. C'est également le troisième single de l'album.

## Composition
Alors que la plupart des chansons de l'album fusionnent jazz et rock, AllMusic décrit Josie comme du rock plus conventionnel (elle intègre néanmoins de nombreux accords de jazz) et salue « l'ironie sournoise et le groove RnB dansant » de la chanson. Don Breithaupt voit une influence du Delta blues, en particulier dans les « quintes et le rythme guidé par les paroles ». Rick Beato qualifie l'intro unique et complexe de la chanson comme « l'intro de chanson pop la plus étrange de tous les temps » et loue dans son analyse les contributions individuelles des musiciens y jouant. Becker joue un solo de guitare sur la chanson, l'un des rares sur Aja.

## Accueil
Josie atteint la 26e place du Billboard Hot 100 en octobre 1978. Billboard décrit Josie comme un « rock rythmique » et fait l'éloge de ses voix exceptionnelles, de son rythme funky et de ses paroles ironiques. Cash Box évoque « un funk avec des guitares rythmiques discrètes mais vivifiantes » et des « paroles intelligentes », entre autres qualités. La chanson est décrite comme « une chansonnette savoureuse sur une fille de la communauté », « les paroles décrivent les garçons du quartier célébrant le retour d'une fille qui aime s'amuser nommée Josie qui peut avoir un passé louche et anticipant la débauche qui pourrait suivre,, ».

## Personnel
- Donald Fagen - synthétiseurs, voix
- Walter Becker - guitare
- Victor Feldman - piano électrique
- Larry Carlton - guitare
- Dean Parks - guitare
- Chuck Rainey - basse
- Jim Keltner - batterie, percussions
- Timothy B. Schmit - chœurs